# Walter W. Morton
Walter W. Morton (ur. 24 lutego 1886, zm. 30 czerwca 1928) – amerykański pilot balonowy, zwycięzca  zawodów o Puchar Gordona Bennetta w 1926 roku

## Życiorys
W latach 1910–1915 pracował jako pilot sterowca, a od 1916 roku w firmie Goodyear. W 1918 roku otrzymał licencję FAI-ACA pilota balonowego. W 1926 roku został partnerem Warda Van Ormana, z którym łatwo wygrali zawody krajowe, uzyskując kwalifikację do startu w Pucharze Gordona Bennetta. Następnie zwyciężyli w XV Pucharze Gordona Bennetta dzięki przelotowi z Antwerpii do Solvesborg w Szwecji. W 1927 roku podczas krajowych zawodów w Detroit zajęli trzecie miejsce. Również trzecią pozycję uzyskali podczas zawodów XVI Pucharu. Kolejne zawody krajowe kwalifikujące do Pucharu Gordona Bennetta rozpoczęły się 30 maja 1928 w Pittsburghu i miały dramatyczny przebieg. Piorun uderzył w trzy balony, w tym w aerostat Van Ormana i Mortona. Zdarzenie miało miejsce na wysokości 3 tysięcy stóp. Po uderzeniu pioruna gaz, którym wypełniony był balon zapalił się. Upadek kosza spowalniały resztki powłoki balonu, które utworzyły swoisty spadochron. Całe zajście przeżył Van Orman, natomiast Morton zginął.